# 2 Pułk Grenadierów Gwardii im. Cesarza Franciszka I
2 Pułk Grenadierów Gwardii im. Cesarza Franciszka I (niem. Kaiser Franz Garde-Grenadier-Regiment Nr. 2)  – pułk piechoty niemieckiej okresu Cesarstwa Niemieckiego.
Pułk został sformowany 14 października 1814. Stacjonował w Berlinie . Wchodził w skład Korpusu Gwardii .

## Bibliografia

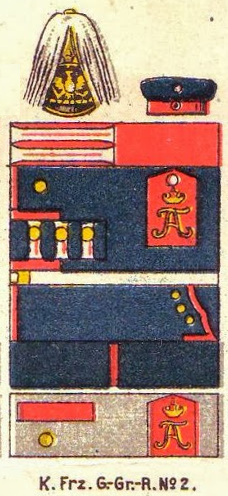
Oznaki pułku